# Manual de Múnic de Màgia Demoníaca
El Manual de Múnic de Màgia Demoníaca (codi CLM 849 a la Biblioteca Estatal de Baviera, Múnic) és un grimori manuscrit del segle xv. El text, compost en llatí, abasta principalment temes de demonologia i nigromància.
El 1998, Richard Kieckhefer va editar el text del manuscrit sota el títol de Forbidden Rites: A Necromancer's Manual of the Fifteenth Century (Ritus Prohibits: Manual del nigromant del segle xv). Algunes porcions del text original estan presentats a Ritus Prohibits amb la seva respectiva traducció i incorporats dins dels assaigs i les explicacions de l'autor al Manual de Múnic i dels grimoris en general. La traducció russa d'aquest grimori llatí es va publicar el 2019. La primera traducció a l'anglès es va publicar el 2023.

## Contingut
Hi ha només un manuscrit conegut del Manual de Múnic, el qual és gairebé complet, a excepció dels dos folis inicials, que descriuen el començament d'un ritual. La resta del grimori conté instruccions completes per a la invocació de dimonis com Satanàs, Belzebú, Lilit, Astarot i Sammael, i la suposada obtenció de favors i poders sobrenaturals d'ells. Alguns dels encanteris permetrien obtenir l'amor d'una dona, aconseguir la invisibilitat, rebre riqueses i tresors o obtenir coneixements. El text està acompanyat per més de 40 il·lustracions de cercles màgics i símbols per ser utilitzats als rituals.
Les pàgines 130-133 inclouen una llista de 11 dimonis, similar en part a la de l'Ars Goetia.
- Comte / Duc Barbarus
- Duc Cason
- President / Comte Otius
- Rei Curson
- Duc Alugor
- Príncep Taob
- President Volach
- Duc Gaeneron
- Marquès Tuveries
- President Hanni

El manuscrit sembla una compilació de múltiples fonts anteriors. La major part del text està en llatí, amb l'excepció de dos materials adjunts en alemany i italià.
Una de les seccions més famoses del Manual de Múnic és el «Vincle de Salomó», un ritual que suposadament permet al mag lligar els dimonis amb el propòsit de protegir-lo, proporcionar tresors o respondre preguntes sobre qualsevol assumpte.